# Boophis rufioculis
Boophis rufioculis är en groddjursart som beskrevs av Frank Glaw och Miguel Vences 1997. Boophis rufioculis ingår i släktet Boophis och familjen Mantellidae. IUCN kategoriserar arten globalt som nära hotad. Inga underarter finns listade.